# شيوري كاميماتشي
شيوري كاميماتشي (باليابانية: 上町史織) مواليد 21 يناير 1981، هي لاعبة كرة يد يابانية تلعب كجناح أيسر. مثلت منتخب اليابان لكرة اليد للسيدات.

## سجل المنافسة
شاركت في البطولات التالية:
- بطولة العالم لكرة اليد للسيدات 2011
- بطولة العالم لكرة اليد للسيدات 2013